# Наблусская соборная мечеть
Мечеть Аль-Салахи (араб. الجامع الصلاحي الكبير‎) — старейшая, а также крупнейшая мечеть в городе Наблус, Палестина.
Расположена на главной улице Старого города, на восточной окраине района. Имеет прямоугольный архитектурный план, а также серебряный купол.

## История
Согласно легенде, в этой мечети Иакову передали окровавленный плащ Иосифа в качестве доказательства того, что его любимый сын мёртв. Однако сама легенда больше связана с находящейся неподалёку мечетью Аль-Хадра.
На месте мечети изначально была базилика, построенная в 240-х годах н. э. во время правления Филиппа Араба. Позже, после разрушения базилики, византийцы построили на её месте собор, который изображён на Мадабской карте. Вероятно, он был повреждён или разрушен во время набегов самаритян, но во время правления Юстиниана I собор был восстановлен.
Собор был преобразован в мечеть в период арабского правления в Палестине, в XI веке. Арабский географ аль-Мукаддаси писал, что мечеть находилась посреди Наблуса и «очень хорошо вымощена». Крестоносцы превратили мечеть в церковь, но внесли при этом несколько изменений, включая дополнительное строительство апсиды. В 1187 году Айюбиды во главе с Салах ад-Дином снова превратили здание в мечеть. 30 октября 1242 года здание было сожжено тамплиерами при разграблении города.
Новое здание появилось в XIII веке и по свидетельству арабского летописца ад-Димашки в 1300 году, «мечеть выглядит прекрасно для места, где читаются молитвы Корана для специально назначенных людей». В 1335 году западный путешественник Джеймс Веронский писал, что мечеть была «христианской церковью, а теперь стала мечетью сарацин». Двадцать лет спустя его посетил Ибн Баттута и заметил, что посреди мечети был «резервуар с пресной водой».
В 1641 году минарет мечети был перестроен, но сам комплекс оставался практически нетронутым на протяжении большей части своего дальнейшего существования, пока в 1927 году в Палестине не произошло сильное землетрясение. Купол и минарет были разрушены, а затем в 1935 году они были восстановлены.